# Szahumjan (Armawir)
Szahumjan – wieś w Armenii, w prowincji Armawir. W 2011 roku liczyła 1642 mieszkańców.